# هيرب جوردن
هيرب جوردن هو لاعب هوكي الجليد كندي، ولد في 23 أكتوبر 1884 في مدينة كيبك في كندا، وتوفي في 2 يونيو 1973 في أوتاوا في كندا.